# Neoperla spio
Neoperla spio är en bäcksländeart som först beskrevs av Newman 1839.  Neoperla spio ingår i släktet Neoperla och familjen jättebäcksländor. Inga underarter finns listade i Catalogue of Life.